# 齊建郡
齊建郡，中国南北朝时设置的郡。
南朝齐武帝永明六年（488年）置齊建郡，属广州。治所在广东省肇庆市高要区东南，下辖初宁县、永城县，初宁县在刘宋属于宋熙郡，永城县在刘宋属于新宁郡。南梁、南陈废齊建郡。